# Шишкин, Юрий Фёдорович
Юрий Фёдорович Шишкин — русский военный и государственный деятель, дворянин, стольник, воевода во времена царствования Фёдора Алексеевича и Петра I, устроитель первых каменных палат и церкви на вечной мерзлоте на всём северо-востоке Азии.

## Биография
Происходит из древнего рода Шишкиных. Впервые Юрий Фёдорович упоминается в Боярской книге в чине стряпчего (1676), стольник (1678—1692).
Назначен воеводой на Арзамасские и Сергацкие будные станы (1680). Писец при организации переписи земель в Арзамасе, одновременно являясь воеводой Арзамаса Нижегородской губернии (1682). В этом же году подаёт документы на внесение рода в Бархатную книгу, заплатив пошлину 78 рублей, о чём сделана запись в реестре (1741): «Юрья Шишкин за их руками».
Воевода в Туруханске (1697—1698), Мангазейский воевода (1699).
На воеводство в Иркутск назначен вместе со своим сыном, Михаилом Юрьевичем (1699). Самому Юрию Фёдоровичу, до вступления в должность, предписано прибыть в Красноярск, для участия в расследовании дела о злоупотреблениях бывшего красноярского воеводы Мирона Башковского. В Иркутск, для приёма дел, был послан только его сын Михаил Юрьевич. По окончании расследования (июнь 1702) Юрий Фёдорович прибыл на воеводство в Иркутск, а сыну было велено быть в «товарищах». В Иркутске Юрий Фёдорович находился (до июля 1704), после чего, вместе с сыном был направлен на воеводство в Якутск, куда прибыл (02 июня 1706).
Как и в Иркутске, так и в Якутском остроге, воеводство Юрия и Михаила Шишкиных было отмечено началом каменного строительства в этих городах. В Иркутске был построен каменный гостиный двор, в здании которого, по сведениям Иркутского летописца, имелась вложенная в стену каменная плита с вырезанной надписью: «Божею милостью в лето спасения 1704 году, по указу Великого государя, Царя и Великого Князя Петра Алексеевича, построена сия палата при стольнике и воеводе Юрье Шишкине с товарищи». Первое каменное здание Иркутска до наших дней не сохранилась. Внешний вид и внутреннее убранство канцелярии воеводства имеется в описи (1704), сделанной подьячим Александром Курдюковым при передаче дел Юрия Шишкина своему преемнику Лариону Сенявину: «В городовой стене великого государя приказная изба каменная о трёх житьях: первая — где сидят воеводы, другая средняя с подьяческими столами, третья — вместо сеней передняя с тесовыми ровными подволоки и подбитые холстами и подлевкашены, а на них на матицах потолки накатные. У передней палаты крыльцо двери железные, а над теми дверьми на камени летопись резная и фрамуга и гзымзы писаны красками разными, и над тою летописью образ чудотворца Николая… двери расписаны красками разными… с надворья затворы железные… окнах окончины слюдяные, да изнутри вставные… три палаты кладовых с кирпичными своды и с проёмными связями и с наугольники железными, и в те три палаты двери железные и замки нутряные, и в окнах решётки и затворы железные. А сделаны те кладовые палаты и на них вышеописанная каменная приказная изба по указу великого государя и по грамотам при стольниках и воеводах Юрье Федоровиче Шишкине с товарищами в прошлом в 1703 и в нынешнем 1704 годах и крыты тёсом закрылинами».
Одновременно с иркутской приказной избой, возводилась приказная изба в Тобольске. Оба здания были сделаны по одному плану, предписанному Сибирским приказом. В оформлении фасада тобольской приказной избы, возведённой по проекту русского архитектора С. У. Ремезова, имелись черты, навеянные итальянским зодчеством. Оформление иркутской приказной избы было попроще и попрактичней, зато она стала своего рода эталоном для каменной архитектуры Сибири. По её образцу была возведена каменная приказная изба в Якутске, сходная по внутреннему убранству и внешнему оформлению фасада, вплоть до наличия памятной надписи над входной дверью.
В Якутске воеводы Юрий и Михаил Шишкины инициировали идею строительства Троицкого каменного храма (вместо сгоревшего в 1701) и начали сбор средств. По приглашению воевод Иркутский викарный епископ Варлаам Коссовский заложил храм (27 июня 1708) во имя Святой Живоначальной Троицы. Возведение каменного собора стало крупнейшим событием в г. Якутск и в истории православия в Восточной Сибири. Собор вместе с колокольней доминировал над городом и резко выделялся на фоне деревянных построек. В 1707 году в Якутске было построено первое (на всём северо-востоке Азии) каменное здание — Воеводская канцелярия. Это первый в России опыт возведения каменного сооружения на вечной мерзлоте.
По окончании срока воеводства Юрий Шишкин вместе с сыном был вызван (к 08 мая 1711) в «Розряд в Сенат», куда они вовремя не явились. За неявку их деревни были «отписаны на государя». После прибытия и учинённого допроса о причинах опоздания, деревни были возвращены. После чего, Юрий Фёдорович был отослан в Военный приказ (20 мая 1711), где ему было велено быть при «инфантерии комиссаром» и вскоре (август 1711) он был послан в Померанию с денежной казной. Денежную казну (50 000 рублей) ему было велено передать чрезвычайному и полномочному послу, действительному статскому советнику и кавалеру князю Григорию Фёдоровичу Долгорукому, деньги были переданы (28 февраля 1712). По возвращении в Москву Юрий Фёдорович предъявил в Военной канцелярии расписку, что в «Прусской земле в местечке Шведах» денежную казну в 50 000 рублей у него приняли.
Правительствующий Сенат направил стольника Юрия Шишкина в Азовскую губернию комиссаром (16 июня 1712), впоследствии назначен переписчиком земель в Устюжину Железопольскую (1713).
Являлся свидетелем сговорной росписи, что вдова Марья Матвеевна Толстая (урождённая Апраксина, сестра царицы Марфы Матвеевны), дала приданного 4000 рублей (30 декабря 1714).
В соответствии с указом, занимался расследованием о краже алмазов: «Указ Сената Расправной палаты и Юстиц-коллегии стольнику Ю. Ф. Шишкину, дьяку Г. Окунькову и Г. Носкову по делу о краже алмазов у Имеретинского царя Арчилла II» (1715).
В Российском государственном архиве древних актов хранится Латухинская степенная книга (издание 1676), на которой имеется собственноручная запись по нижнему полю скорописью XVII века: «Книга нарицаемая гронограф стольника Юрья Фёдоровича Шишкина».
Юрий Фёдорович являлся вотчинником Рязанского и Серпуховского уездов и имел 31 двор с крестьянами (1681).